# Your Funeral... My Trial
Your Funeral… My Trial es el cuarto álbum de estudio del grupo australiano Nick Cave and the Bad Seeds, publicado por la compañía discográfica Mute Records en noviembre de 1986. El álbum, programado en un inicio como un doble EP, fue publicado en CD con una lista de canciones diferente y un tema extra, «Scum». La publicación del álbum coincidió con un periodo en el que Cave sufrió dependencia de la heroína.
Cave comentó sobre el álbum: «Ese disco en particular, que es mi favorito de los discos que hemos hecho, es muy especial para mí y un montón de cosas sorprendentes pasaron, musicalmente, en el estudio. Hay varias canciones en ese disco que son perfectas tal y como las hicimos, canciones como "The Carny", "Your Funeral, My Trial" y "Stranger Than Kindness", creo que eran realmenet brillantes».
Cave y The Bad Seeds aparecieron en la película de Win Wenders Wings of Desire interpretando «The Carny» y «From Her to Eternity». «The Carny» también inspiró el cortometraje de animación Jo Jo in the Stars, que ganó el BAFTA al mejor cortometraje animado en la 57.ª edición de los premios. El cortometraje fue creado y dirigido por Marc Craste, quien comentó sobre «The Carny»: «La letra se lee como una historia corta, parece sugerir una película, una interpretación visual del texto».

## Reediciones
El 27 de abril de 2009, Mute Records reeditó una versión remasterizada de Your Funeral... My Trial en formato CD/DVD. El disco incluyó la versión original de ocho canciones y el primer orden elegido, mientras que «Scum» aparece como tema de audio extra en el DVD acompañante. 

## Lista de canciones
Todas las canciones escritas y compuestas por Nick Cave excepto donde se anota. 
| N.º | Título                   | Escritor(es)              | Duración |  |
| 1.  | «Sad Waters»             |                           | 5:00     |  |
| 2.  | «The Carny»              |                           | 8:01     |  |
| 3.  | «Your Funeral, My Trial» |                           | 3:56     |  |
| 4.  | «Stranger Than Kindness» | Anita Lane, Blixa Bargeld | 4:47     |  |
| 5.  | «Jack's Shadow»          | Cave, Mick Harvey         | 5:41     |  |
| 6.  | «Hard On for Love»       |                           | 5:19     |  |
| 7.  | «She Fell Away»          |                           | 4:30     |  |
| 8.  | «Long Time Man»          | Tim Rose                  | 5:35     |  |

| Primeras ediciones en CD |                          |                           |          |  |
| N.º                      | Título                   | Escritor(es)              | Duración |  |
| 1.                       | «Your Funeral, My Trial» |                           | 3:57     |  |
| 2.                       | «Stranger Than Kindness» | Anita Lane, Blixa Bargeld | 4:47     |  |
| 3.                       | «Jack's Shadow»          | Cave, Mick Harvey         | 5:43     |  |
| 4.                       | «The Carny»              |                           | 8:02     |  |
| 5.                       | «She Fell Away»          |                           | 4:33     |  |
| 6.                       | «Hard On for Love»       |                           | 5:21     |  |
| 7.                       | «Sad Waters»             |                           | 5:02     |  |
| 8.                       | «Long Time Man»          | Tim Rose                  | 5:48     |  |
| 9.                       | «Scum» (Tema extra)      | Cave, Mick Harvey         | 2:53     |  |

## Personal
Nick Cave and the Bad Seeds
- Nick Cave: voz (1–9), piano (5, 7, 8), órgano Hammond  (1, 3, 4, 6), armónica (1, 2)
- Mick Harvey: bajo (1, 6–9), guitarra (1, 3, 5–8), batería (1, 3, 4, 7, 8), piano (2, 3) órgano (2), glockenspiel (2), xilófono (2, 7) y coros (6)
- Blixa Bargeld: guitarra (1–9) y coros (2)
- Barry Adamson: bajo (3, 5)
- Thomas Wydler: batería (2, 3, 5, 7, 9)

Equipo técnico
- Flood: productor musical, ingeniero de sonido y mezclas
- Tony Cohen: productor e ingeniero
- Nick Cave: dirección artística
- Paul White: dirección artística
- Christoph Dreher: fotografía